# L'Arracheuse de temps
Série
Ésimésac
(2012)
Pour plus de détails, voir Fiche technique et Distribution.
L'Arracheuse de temps est un film fantastique québécois réalisé par Francis Leclerc, sorti en 2021 et mettant en vedette Jade Charbonneau. Il s'agit d'une adaptation du conte éponyme de Fred Pellerin, paru en 2009.
Après Babine (2008) et Ésimésac (2012), c'est la troisième adaptation cinématographique d'un conte de Pellerin.
L'intrigue se situe à Saint-Élie-de-Caxton et alterne entre des séquences se déroulant en 1927 et 1988. La grand-mère de Fred Pellerin (interprétée par Michèle Deslauriers) est rongée par la maladie. Pour rassurer son petit-fils (interprété par Oscar Desgagnés), elle lui raconte les péripéties de son adolescence lors desquelles les habitants du village font la rencontre de la Mort.
Le film est bien reçu par la critique et connaît un bon départ au box-office, qui est toutefois interrompu en raison de la fermeture des cinémas durant la pandémie de Covid-19 au Québec. L'Arracheuse de temps est récompensé pour sa direction artistique et ses effets visuels lors de la 10e cérémonie des prix Écrans canadiens et du gala Québec Cinéma de 2022.

## Synopsis
En 1988, un jeune Fred est inquiet de voir sa grand-mère s'affaiblir avec la maladie. Celle-ci tente de rassurer son petit-fils en lui affirmant que la mort a disparu. Fred, incrédule, demande à sa grand-mère de s'expliquer. Cette dernière débute alors un récit prenant place à Saint-Élie-de-Caxton, dans lequel les habitants du village parviendront à triompher de la Mort.
Ainsi, par une nuit de 1927, une jeune Bernadette assiste à un évènement mystérieux : un éclair s'abat sur le pommier du village, puis elle croit apercevoir une silhouette encapuchonnée s'envoler à l'horizon. Elle est persuadée qu'il s'agit d'un mauvais présage, malgré les doutes de ses proches, tels que la belle Lurette, le barbier Méo ou encore Toussaint Brodeur. Alors que la Mort tente de s'en prendre à certains habitants de Saint-Élie, ces derniers reçoivent l'aide d'une personne inattendue.

## Fiche technique
Sources : Films du Québec et Éléphant Cinéma
- Titre original : L'Arracheuse de temps
- Réalisation : Francis Leclerc
- Scénario : Fred Pellerin
- Musique : Éloi Painchaud et Fred Pellerin
- Casting : Isabelle Thez-Axelrad et Brigitte Viau
- Conception artistique : Arnaud Brisebois (en)
- Décors : Jean Babin (en) et Ève Turcotte
- Costumes : Josée Castonguay (en)
- Maquillage : Adriana Verbert
- Maquillage effets spéciaux : Bruno Gatien
- Coiffure : Janie Otis
- Photographie : Steve Asselin
- Montage : Isabelle Malenfant
- Production : Antonello Cozzolino
  - Production déléguée : Marie-Claude Beaulieu et Estelle Champoux
  - Production exécutive : Marleen Beaulieu, Valérie D'Auteuil, Louise Lantagne, André Rouleau et Richard Speer
- Société de production : Attraction Images
- Société de distribution : Les Films Séville
- Budget : 7 à 9 millions $ CA
- Pays de production :  Canada
- Tournage : automne 2020, printemps 2021, été 2021 à Saint-Armand, Saint-Élie-de-Caxton et Montréal
- Langue originale : français
- Format : couleur — 2.39:1
- Genre : conte fantastique
- Durée : 113 minutes
- Dates de sortie : 
  - Québec : 16 novembre 2021 (première régionale à Saint-Jérôme)[3] ; 17 novembre 2021 (première officielle)[4],[5] ; 19 novembre 2021 (sortie nationale)
- Classification :
  - Québec : Visa général (déconseillé aux jeunes enfants)[6]

## Distribution
Sauf indication contraire, les informations mentionnées dans cette section peuvent être confirmées par la base de données cinématographiques IMDb,  présente dans la section « Liens externes ».
- Jade Charbonneau : Bernadette
- Marc Messier : Méo Bellemare, le barbier / Dr Cossette
- Roy Dupuis : la Mort
- Céline Bonnier : la Stroop / une infirmière
- Guillaume Cyr : le forgeron Riopel / le livreur de la pharmacie
- Émile Proulx-Cloutier : Toussaint Brodeur, le marchand / le livreur de fleurs
- Oscar Desgagnés : le petit Fred Pellerin
- Michèle Deslauriers : la grand-mère (Bernadette)
- Marie-Ève Beauregard : la belle Lurette, la fille du forgeron
- Pier-Luc Funk : le curé neuf
- Sonia Cordeau : Jeannette Brodeur, la marchande
- Geneviève Schmidt : Mme Gélinas
- Antoine Bergeron : Junior Gélinas
- Vincent Champagne : Ésimésac Gélinas
- Anne-Julie Royer : la mère du petit Fred
- Nicola-Frank Vachon : le pianiste ragtime

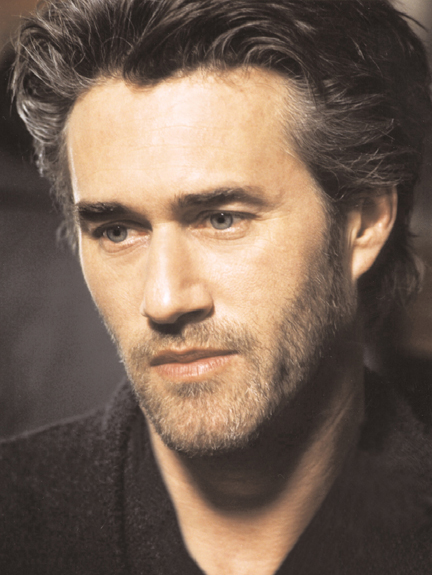
Roy Dupuis incarne la Mort.
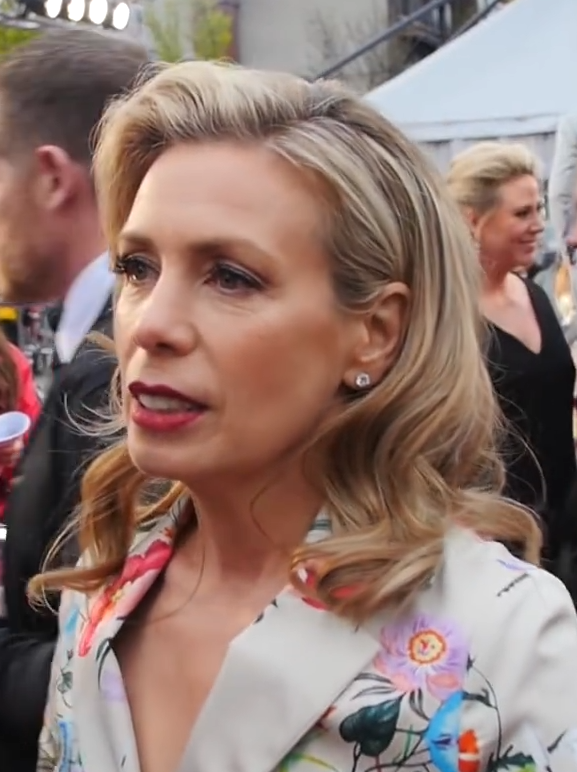
Céline Bonnier incarne la Stroop et une infirmière.
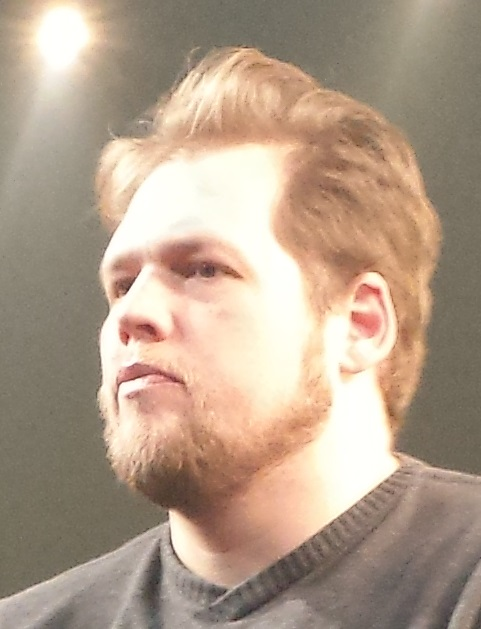
Guillaume Cyr incarne le forgeron Riopel et un livreur de pharmacie.
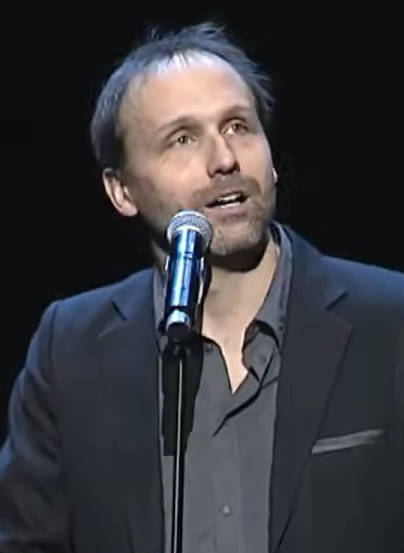
Émile Proulx-Cloutier incarne Toussaint Brodeur et un livreur de fleurs.
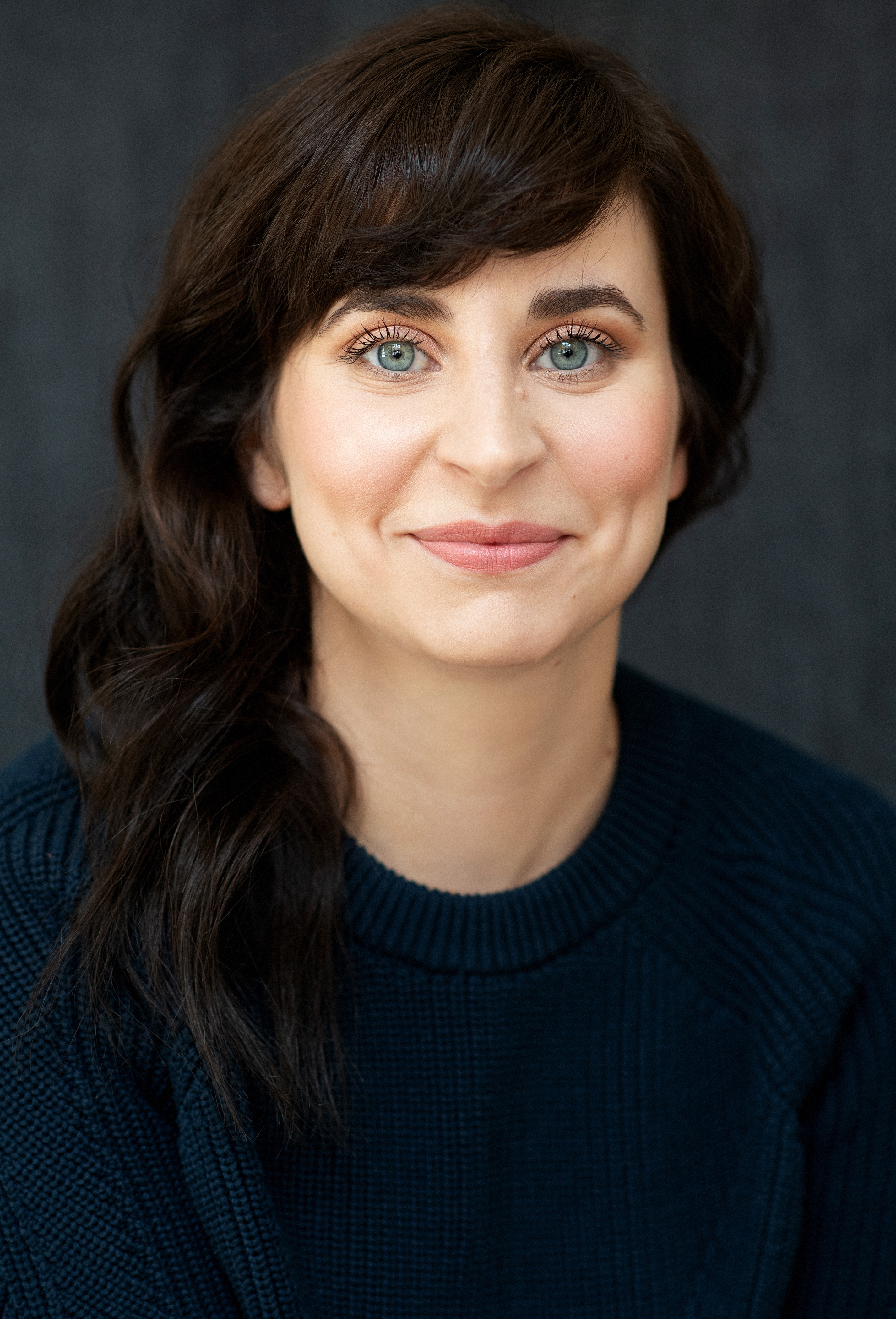
Sonia Cordeau incarne Jeannette Brodeur.
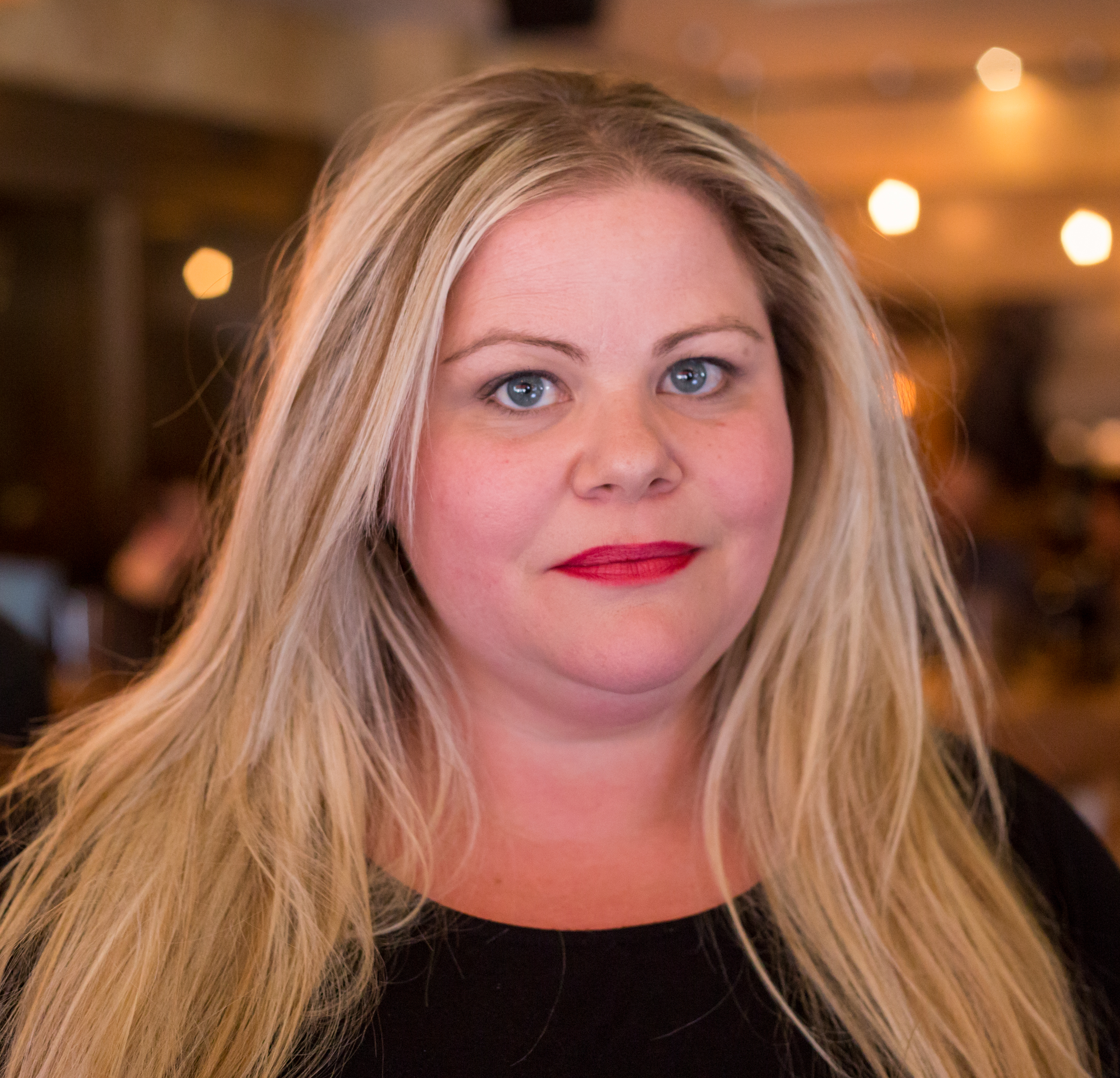
Geneviève Schmidt incarne Mme Gélinas.

## Production

### Genèse et développement

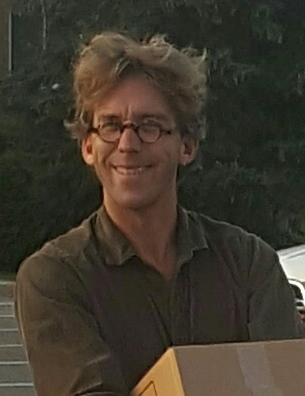
Fred Pellerin imagine l'histoire de L'Arracheuse de temps en 2007.

Fred Pellerin écrit le conte de L'Arracheuse de temps en 2007, alors qu'il est en deuil de son père : 

« L’histoire, elle, a été créée en 2007 à la suite du décès de mon père. Il est mort subitement et j’avais de quoi à régler avec ça. En psychologie, je crois qu’on appelle ça de la sublimation, soit de transformer un deuil en œuvre d’art, en quelque chose qui pourra être valorisé. Et ce deuil est devenu un spectacle de contes autour de la mort. Il fallait que je tue la mort. »

— Fred Pellerin
 Le spectacle est présenté à partir de l'année suivante et paraît en livre-CD en 2009.
L'idée d'adapter L'Arracheuse de temps au cinéma apparaît conjointement dans l'esprit de Fred Pellerin, Francis Leclerc et Antonello Cozzolino, lors du tournage de Pieds nus dans l'aube. Très proches, les trois hommes réfléchissent rapidement aux éléments qu'ils souhaitent intégrer au film, notamment la présence importante du fantastique. Ils évoquent les films de Monty Python, Dracula de Francis Ford Coppola, Le Labyrinthe de Pan de Guillermo del Toro et Big Fish de Tim Burton comme sources d'inspiration. Pellerin rédige un premier brouillon du scénario lors de ce même tournage et l'envoie à la firme Attraction Images le 28 mars 2016. La société de production confirme deux jours plus tard le développement du film.
Fred Pellerin soumet le scénario du film à la Société de développement des entreprises culturelles (SODEC) en avril 2019. Le 16 décembre 2019, il est annoncé que la SODEC accordera un financement pour le développement de L'Arracheuse de temps et que le film sera réalisé par Francis Leclerc. Le producteur, Antonello Cozzolino, ajoute que le budget du film est estimé entre 6 et 7 millions de dollars.

### Direction artistique
Pellerin et Leclerc souhaitent que L'Arracheuse de temps plonge davantage dans le fantastique que ses prédécesseurs, Babine et Ésimésac. Leclerc mise sur des effets visuels simples et mécaniques, plutôt que sur des effets spéciaux numériques, pour préserver un aspect artisanal. Il fait appel à Arnaud Brisebois à la direction artistique, qui a notamment travaillé sur les films Les Animaux fantastiques, Blade Runner 2049 et L'Arrivée, : « Dans le monde entier, c'est le plus couru. Moi, j'ai eu la chance de l'avoir parce que c'est mon ami. Il voulait faire du Fred Pellerin et travailler dans sa langue. ». Le défi pour le réalisateur est de trouver le bon ton au film. Pour y parvenir, il alterne entre les séquences loufoques, où les personnages sont plus « éclatés », et les scènes plus sinistres,. Pellerin, pour sa part, souhaite concilier le réalisme et le fantastique dans le film. C'est ainsi que lui vient l'idée d'intégrer une version enfant de lui-même à qui sa grand-mère raconte une histoire, ce qui, à ses yeux, « donne accès au délire du conte ».

### Attribution des rôles
Si la plupart de la distribution de Babine est de retour dans Ésimésac, Francis Leclerc opte plutôt pour une nouvelle mouture des personnages dans L'Arracheuse de temps. Il justifie notamment ce choix du fait que les acteurs ont vieilli de dix ans depuis la sortie d’Ésimésac.
Attraction Images et Les Films Séville dévoilent la distribution du film le 8 octobre 2020. Jade Charbonneau, pour qui il s'agit de son premier rôle principal au cinéma, est choisie pour interpréter Bernadette, la grand-mère de Fred Pellerin en 1927. Elle avait déjà collaboré avec Francis Leclerc sur les séries télévisées Apparences et Mensonges. Leclerc explique qu'il cherchait une actrice « lumineuse » pour incarner ce rôle. Michèle Deslauriers incarne pour sa part la grand-mère de Pellerin en 1988, qui narre les aventures des habitants de Saint-Élie-de-Caxton à son petit-fils. Ce dernier est incarné par Oscar Desgagnés, qui exécute son premier rôle au grand écran. Francis Leclerc est particulièrement impressionné par la performance du jeune acteur, si bien qu'il décide de lui ajouter des répliques.
Le personnage de l'Arracheuse de temps, qui occupe une place centrale dans le conte, est interprété par Roy Dupuis. Francis Leclerc tenait à ce que ce soit lui qui prenne les traits de la Mort : « Ça me prenait cet acteur-là, [...] c'est l'acteur qui bouge le mieux que j'ai rencontré [...]. Ce n'est pas vrai que n'importe qui aurait pu faire ça, il est impressionnant. Tout le travail de voix qu'on a fait. C'est quatre fois sa voix multipliée. Plus on avance vers la fin du film, plus il se masculinise, plus il devient méchant. Je voulais une créature entre la bête, l'homme, la femme. ». Dupuis est doublé par le danseur Yoherlandy Tejeiro Garcia lors d'une scène qui exige des acrobaties.
La distribution est complétée par Pier-Luc Funk, Geneviève Schmidt, Céline Bonnier, Émile Proulx-Cloutier, Sonia Cordeau, Marc Messier, Guillaume Cyr et Marie-Ève Beauregard.

### Tournage

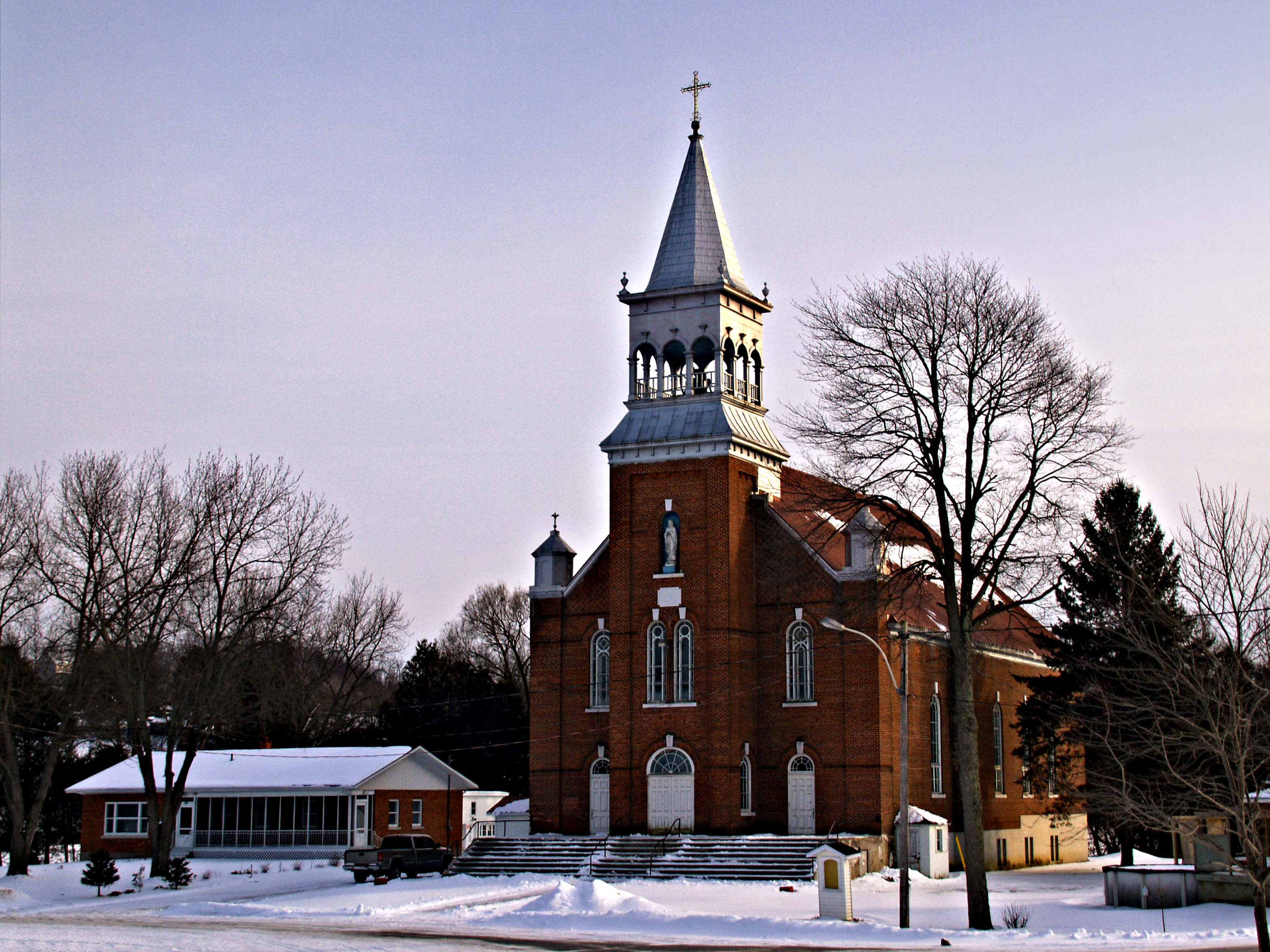
La municipalité de Saint-Armand et son église servent de lieux de tournage.

Le  tournage de L'Arracheuse de temps débute le 13 octobre 2020, dans le village de Saint-Armand, en Estrie. Le décor est adapté pour refléter l'époque des années 1920, lors de laquelle une partie de l'intrigue se déroule. Les rues asphaltées de Saint-Armand sont ainsi recouvertes de terre, tandis que les façades des maisons sont noircies et recouvertes de vieilles planches. Fred Pellerin explique toutefois que la fidélité historique du décor demeure souple, afin de rappeler l'aspect imaginaire du conte : « Comme le petit Fred a 11 ans dans le film et que cette partie-là, avec la grand-mère, se passe en 1988, c’est possible que son imaginaire amène des références de 1988 dans le décor de 1927. ».
Le tournage se déroule dans le contexte de la pandémie de Covid-19. Des normes sanitaires strictes ont donc été mises en place, l'accès au plateau de tournage étant même restreint au scénariste, Fred Pellerin. Pour faciliter le respect des mesures sanitaires, le tournage est divisé en trois blocs. La première séquence de tournage, se déroulant en octobre 2020, est réservée aux scènes extérieures, tandis que la deuxième a lieu en studio à Montréal au printemps 2021 et est consacrée à la réalisation des scènes intérieures. La scène de la partie de cartes chez Toussaint Brodeur, qui demande une plus grande proximité entre les acteurs, est tournée en juillet suivant.

### Bande originale
Éloi Painchaud est responsable de la composition et l'orchestration de la bande originale, tandis que Fred Pellerin écrit la chanson du générique. Le duo avait précédemment collaboré sur la musique du film La Guerre des tuques 3D. Avec la composition originale de L'Arracheuse de temps, Painchaud cherche à établir l'atmosphère fantastique au film, comme l'explique Pellerin : « Dans le film, on crée des ambiances touffues et denses. On fabrique de l’étrangeté et du mystère. ». La chanson du générique, intitulée La Vie qui suit la vie, évoque pour sa part les thèmes de la vie, de la mort, du deuil et des souvenirs. Elle est interprétée par Pellerin, auquel s'ajoutent la voix et le violoncelle de Jorane. Elle sort également en simple le 19 novembre 2021.
La bande originale de L'Arracheuse de temps vaut à Éloi Painchaud et Fred Pellerin une nomination au prix Iris de la meilleure musique originale au gala Québec Cinéma de 2022.

## Accueil

### Promotion et sortie
Les Films Séville annoncent le 17 décembre 2020 que L'Arracheuse de temps prendra l'affiche le 19 avril 2021. Une première bande-annonce, narrée par Fred Pellerin, est diffusée le 20 août 2021. La société de distribution publie également une série de sept affiches promotionnelles à l'effigie des personnages principaux le 1er septembre suivant. La bande-annonce finale est pour sa part mise en ligne le 23 septembre.
L'Arracheuse de temps est présenté pour la première fois le 16 novembre 2021 au Cinéma du Carrefour du Nord, à Saint-Jérôme. La première officielle du film a lieu le lendemain, le 17 novembre, au Théâtre Maisonneuve, à Montréal, en présence d'une bonne partie de la distribution, de Francis Leclerc et Fred Pellerin,. Le film sort en salles deux jours plus tard, soit le 19 novembre.
Le 20 décembre suivant, le gouvernement du Québec annonce la fermeture des salles de cinéma dès le lendemain, en raison d'une hausse des cas de Covid-19 dans la province. L'Arracheuse de temps en est à ce moment à sa cinquième semaine d'exploitation. Cette situation incite donc Les Films Séville à rendre le film disponible sur la plateforme Crave dès le 31 décembre, puis sur les autres plateformes de vidéo à la demande à partir du 22 février 2022, date à laquelle le film sort également au format DVD.

### Accueil critique
Le film reçoit un accueil critique plutôt favorable, la presse saluant la distribution, les dialogues et les effets spéciaux,,,,.
Geneviève Bouchard, du Soleil, accorde quatre étoiles sur cinq au film, complimentant la complicité entre le jeune Fred et sa grand-mère. Elle estime que le film fait honneur « à ces gens de [ce] coin de pays qui sont entrés dans la légende et qui vivent toujours, même une fois disparus. ». Maxime Demers, du Journal de Montréal, salue quant à lui la nouvelle distribution du film, de même que les effets visuels, qui font selon lui de L'Arracheuse de temps un film fantastique « qui n’a pas grand-chose à envier aux productions américaines du genre. ». Pour sa part, Jérôme Delgado, du Devoir juge que Francis Leclerc a intégré habilement une dimension d'angoisse et d'épouvante au film. Il apprécie également les séquences où le jeune Fred reprend sa grand-mère par rapport aux faux raccords de son récit, qu'il considère comme un « [beau] clin d’œil au conte, genre narratif soumis à la transmission orale, à la mémoire et à ses oublis, à l’interprétation de tout un chacun. ». Elizabeth Lepage-Boily, de Cinoche.com, louange la direction artistique du film, qu'elle qualifie de « réaliste et mythique; loufoque et émouvant ».
Le scénario et le rythme du film font toutefois l'objet de critiques plus mitigées. André Duchesne, de La Presse, trouve la seconde partie du film moins bien rythmée et accrocheuse. Il applaudit toutefois le jeu des acteurs, de même que les dialogues et les monologues, estimant que Fred Pellerin est « au sommet de son art ». Camille Sévigny, du Collectif, estime que la nouvelle distribution apporte un « vent de fraicheur » au film, mais critique son scénario, qui « n’atteint pas de sommets vertigineux ». Elle ajoute que les scènes se déroulant en 1988 « [installent] une certaine confusion, qu’elle soit voulue ou non. ». Le sentiment est partagé par Martin Bilodeau, de Mediafilm, pour qui « l'intrigue tient en haleine par intermittence et les scènes au présent manquent d'éclat. ». Il complimente cependant l'imagination, la galerie de personnages et la distribution « cinq étoiles » du film. Patrice Côté, de L'Acadie nouvelle, louange la production du film, mais lui reproche d'emprunter à des contes classiques tels que Blanche-Neige et La Belle au bois dormant. Il en conclut que le film, « assurément le plus personnel de Fred Pellerin, n'a pas la magie et la verve qu'on associe normalement au rouquin à lunettes. ».

### Box-office
L'Arracheuse de temps connaît un bon démarrage au box-office, récoltant plus de 235 000 $ CA lors de son premier week-end d'exploitation. Il s'agit du deuxième meilleur départ au box-office pour un film québécois depuis le début de la pandémie de Covid-19. Le film se positionne à la troisième position du box-office québécois lors de sa première semaine en salles, derrière SOS Fantômes : L'au-delà et Dune. Il chute ensuite à la sixième place, derrière les films Encanto : La Fantastique Famille Madrigal, Aline et La Saga Gucci, entre autres. Il se classe au cinquième rang la semaine suivante, puis redescend au sixième rang, derrière le film West Side Story, notamment. Lors de sa cinquième et dernière semaine en salles, le film chute à la huitième position, alors que Spider-Man : Sans retour prend la tête du classement et que Au revoir le bonheur se glisse au deuxième rang.
Au total, le film reste en salle cinq semaines au Québec, réalisant plus de 96 000 entrées, et amassant plus de 894 000 $ CA,. L'Arracheuse de temps réalise ainsi la troisième meilleure performance au box-office pour un film québécois en 2021, derrière Le Guide de la famille parfaite et Maria Chapdelaine,.

## Distinctions
En février 2022, L'Arracheuse de temps reçoit cinq nominations aux prix Écrans canadiens. Le film remporte finalement le prix de la meilleure direction artistique,.
En avril suivant, le film est nommé dans treize catégories au gala Québec Cinéma. Lors de la cérémonie, le film remporte trois prix Iris, soit celui de la meilleure direction artistique, des meilleurs effets visuels et du meilleur maquillage,.

### Récompenses
| Année                 | Cérémonie ou récompense        | Prix                                                                   | Lauréat(es) |
| --------------------- | ------------------------------ | ---------------------------------------------------------------------- | ----------- |
| 2022                  |                                |                                                                        |             |
| Prix Écrans canadiens | Meilleure direction artistique | Jean Babin (en), Ève Turcotte et Arnaud Brisebois (en)                 |             |
| Prix Iris             | Meilleure direction artistique | Arnaud Brisebois, Jean Babin et Ève Turcotte                           |             |
| Prix Iris             | Meilleurs effets visuels       | Alain Lachance, Loïc Laurelut, Éric Clément et Marie-Claude Lafontaine |             |
| Prix Iris             | Meilleur maquillage            | Adriana Verbert et Bruno Gatien                                        |             |

### Nominations
| Année                 | Cérémonie ou récompense                | Prix                                                                   | Nommé(es) |
| --------------------- | -------------------------------------- | ---------------------------------------------------------------------- | --------- |
| 2022                  |                                        |                                                                        |           |
| Prix Écrans canadiens | Meilleur scénario                      | Fred Pellerin                                                          |           |
| Prix Écrans canadiens | Meilleur costumes                      | Josée Castonguay (en)                                                  |           |
| Prix Écrans canadiens | Meilleures coiffures                   | Janie Otis                                                             |           |
| Prix Écrans canadiens | Meilleurs effets visuels               | Alain Lachance, Loïc Laurelut, Éric Clément et Marie-Claude Lafontaine |           |
| Prix Iris             | Meilleur scénario                      | Fred Pellerin                                                          |           |
| Prix Iris             | Meilleure actrice de soutien           | Céline Bonnier                                                         |           |
| Prix Iris             | Meilleur acteur de soutien             | Guillaume Cyr                                                          |           |
| Prix Iris             | Meilleure distribution des rôles       | Isabelle Thez Axelrad et Brigitte Viau                                 |           |
| Prix Iris             | Meilleure direction de la photographie | Steve Asselin                                                          |           |
| Prix Iris             | Meilleur son                           | Olivier Calvert, Yann Cleary et Luc Boudrias                           |           |
| Prix Iris             | Meilleure musique originale            | Éloi Painchaud et Fred Pellerin                                        |           |
| Prix Iris             | Meilleurs costumes                     | Josée Castonguay                                                       |           |
| Prix Iris             | Meilleure coiffure                     | Janie Otis                                                             |           |
| Prix Iris             | Prix du public                         |                                                                        |           |

## Suite
En novembre 2021, Antonello Cozzolino, explique en entrevue radiophonique qu'il a l'intention d'adapter tous les contes de Fred Pellerin au cinéma. Il confirme d'ailleurs que le conteur travaille sur l'adaptation au grand écran de son spectacle De Peigne et de misère (2012), mettant l'accent sur le personnage de Méo Bellemare, le barbier du village. Cozzolino annonce du même coup que Marc Messier reprendra son rôle de Méo et que Francis Leclerc sera de retour à la réalisation. Leclerc confirme en février 2023 que la distribution de L'Arracheuse de temps sera de retour dans l'adaptation du conte De peigne et de misère : « Ça va être la même gang de village qu’on a recréée, les mêmes comédiens. Mais on vient tous injecter de l’amour à Marc Messier et à son personnage, qui est au centre du conte. ». Le même mois, Fred Pellerin estime que le film devrait sortir en 2026, « si tout va bien ». En décembre 2024, il précise qu'il a déposé deux versions du projet et qu'il est en attente du feu vert pour le financement. S'il se concrétise, ce film prendra la forme d'une comédie musicale.

### Entrevue
- Fred Pellerin, interview par Guy A. Lepage, [Extrait sur Facebook https://www.facebook.com/watch/?v=480002169968370] (vidéo), Tout le monde en parle, ICI Radio-Canada Télé, 14 novembre 2021 (consulté le 21 février 2024).